# Bronisław Siadek

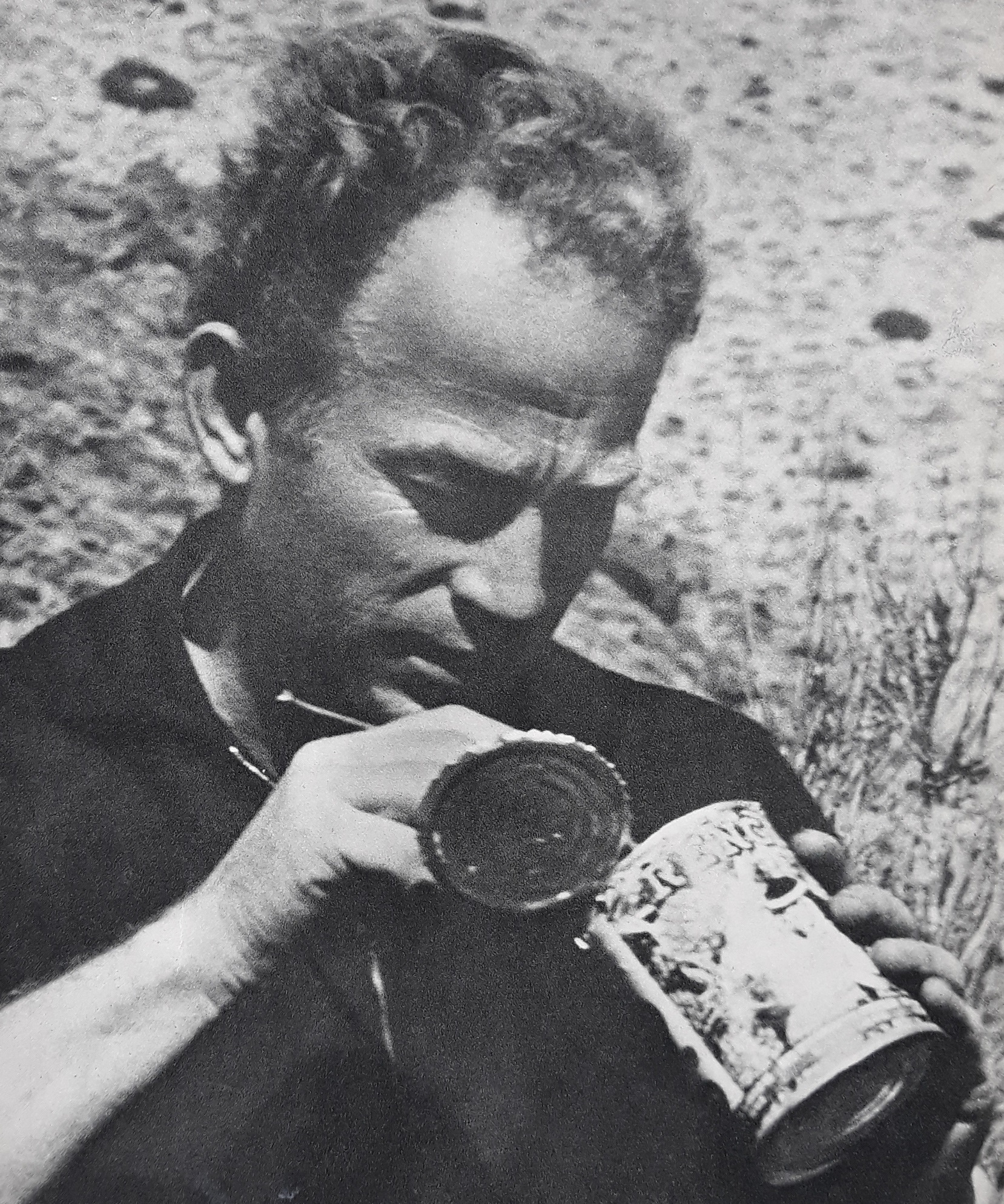
Bronisław Siadek

Bronisław Siadek (ur. 1929, zm. 15 kwietnia 2011) – polski dziennikarz, podróżnik, żeglarz, taternik, klimatolog. Przewodniczący Rady Nadzorczej Spółki "Tani Dom".
Był absolwentem Uniwersytetu Jagiellońskiego w Krakowie na kierunku klimatologia. Pomysłodawca i uczestnik rejsu jachtem Śmiały dookoła Ameryki Południowej w latach 1965–1966. Jak podaje na swojej stronie we wspomnieniach, uczestnik wyprawy Krzysztof Baranowski – „Rejs "Śmiałego" dookoła Ameryki Południowej był pierwszym w powojennej Polsce przedsięwzięciem żeglarskim na tak wielką skalę”. Sam Siadek był autorem książki z podróży pt. Wyprawa na "Śmiałym" (Wyd. Sport i Turystyka, Warszawa, 1969). Uczestnik wyprawy kajakiem do Cieśniny Magellana. Redaktor miesięcznika Poznaj Świat.